# The Revenge
The Revenge er en House-producer fra Storbritannien.